# بكيم كريستنسن
بكيم كريستنسن (بالدنماركية: Bekim Christensen)‏ مواليد 17 سبتمبر 1973 في الدنمارك، هو دراج دانمركي سابق في صنف سباق الدراجات على الطريق.

## روابط خارجية
- بكيم كريستنسن على موقع أرشيف الدراجات (الإنجليزية)
- بكيم كريستنسن على موقع إحصائيات الدراجات الإحترافية (الإنجليزية)